# 古罗马军事结构发展史
作为一支 “史上最有效、最长寿的军事单位” ，古罗马军队需要适应内外部生产力条件以及人口组成的剧变，因而从约公元前800年罗马建城伊始，直至西部帝国于公元476年最终分崩离析，罗马军队的组织架构与组成先后发生过多次根本性的变化。位于罗马军事架构的顶端的是罗马陆军和罗马海军，而由于一系列军事改革以及民族内部人员构成的演变，陆军和海军都不可避免地发生了不可逆转的结构性变化。
可以将罗马军事组织的发展分为四个阶段：
第一阶段罗马军队源自每年对公民阶层的强制兵役，这也是公民职责的一部分。在这一时期，罗马军队常对周围邻邦进行季节性的征伐。
第二阶段随着共和国所控制领土面积的骤增，罗马军队的体量也成比例的增大，大多数士兵逐渐成为受饷的职业军人。因此早期的季节性军事行动逐渐发展成为长期、不受季节制约的军事模式。在这一时期，罗马军队的组成趋于同质化，并且高度规整可控，主要分为公民阶层组成的军团步兵（legion）以及支持性的辅助部队（auxilia），后者往往充当轻步兵、补给小队或侦查骑兵等辅助角色。
第三阶段在罗马帝国鼎盛时期，由于领土辽阔，守卫边疆成了军队的主要职责。帝国很少再将邻邦视作首要的战略威胁，而是更着眼于如何守住所打下的领土。为适应该时期职能的转变，罗马军队基本不选择长途跋涉进行野战，相比于在多个地区来回筑营，他们开始更多地被部署在更为固定的行省营寨中。
第四阶段随着帝国逐渐无力对其广袤的领土进行有效管辖，罗马军队虽然继续以职业化常备军的形式存在，但蛮族联盟部队以及游牧民族的雇佣部队逐渐开始成为罗马军事组织架构中不可或缺的一部分，甚至有时成为该地罗马军队的主体。同时，这一时期罗马军队的构成不再像早期一样规整，从轻装骑射手到蛮族重步兵，军团规模和质量也参差不齐。除此之外，在晚期罗马军队中，相比于传统步兵单位，骑兵数量显著增加，部队的流动性也相应有所增加，同时在西部诸行省，军团倾向于分成独立部署的小股作战单位行动，避免大规模集群作战，而更多采取低强度的游击突袭战术。

## 部落时期的罗马军队（前752～前578）
根据罗马史家李维和共和国晚期的希腊史家哈利卡纳苏斯的狄奥尼修斯，罗马人的军队早在公元前8世纪便已建立起来。那时的罗马城仅仅是一座山丘上的堡垒聚落，其武装部队的规模也很小，所参与的军事行动仅限于“财产或牲畜的有限劫掠，偶尔爆发小规模袭扰冲突“。德国历史学家蒂奥多尔·蒙森将其称作罗马的“部落（拉丁语：curiae）”军，这一名称来源于传说中罗马的三个组成部落（兰姆尼安人、提蒂人和卢克雷人）。人们对早期罗马军队的编制细节尚未有清晰的概念，但很可能类似于勇者战团抑或簇拥在部落酋长或国王周围的保镖卫队。蒙森认为，这一时期罗马军队的组织形式受到所谓“[V]Italus国王法”的严格管理。这些法典曾在亚里士多德著作中有所述及，但均已佚失。
据李维记载，军团（拉丁语：legio）由三千步兵和三百骑兵组成，他们来自罗马的三个组成部落，各部落提供三分之一的人口作为兵源。战士们分别在六名分队长（拉丁语：tribuni）麾下服役，分队长由将军统领，将军通常是时任国王的亲随。蒙森通过李维等人的文献学资料证明，大部分步兵很可能是标枪手（拉丁语：pliumni），少部分步兵可能是步弓手（拉丁语：arquites）；而人数稀少的骑兵，很可能由各地最富有的公民组成。此外，有关御车者（拉丁语：flexuntes）的记载，还暗示了原始战车部队的存在。
公元前7世纪初，处于铁器时代的伊特鲁里亚文明（Etrusci）称霸一方。和当地大多数部族一样，罗马人也与伊特鲁里亚人发生军事冲突。直至公元前7世纪末，伊特鲁里亚人征服罗马，并在城中建立军事独裁政权（王国），罗马人争取独立的斗争以失败告终。

## 共和国早期的罗马军队（前578～前315）

### 伊特鲁里亚式重步兵
尽管包括李维及波利比乌斯在内的罗马史家曾深入讨论过伊特鲁里亚征服之后罗马王国的军队细节，相关史料却无一传世，很有可能它们都在罗马城的数次洗劫中被焚毁。波利比乌斯，生于300年之后，而李维更是在500年后诞生，因此相关史料可靠性较低，很可能已与后世的军事结构，如第一次布匿战争之后的军队结构等混为一谈。

## 共和国中期的军团（前315～前107）

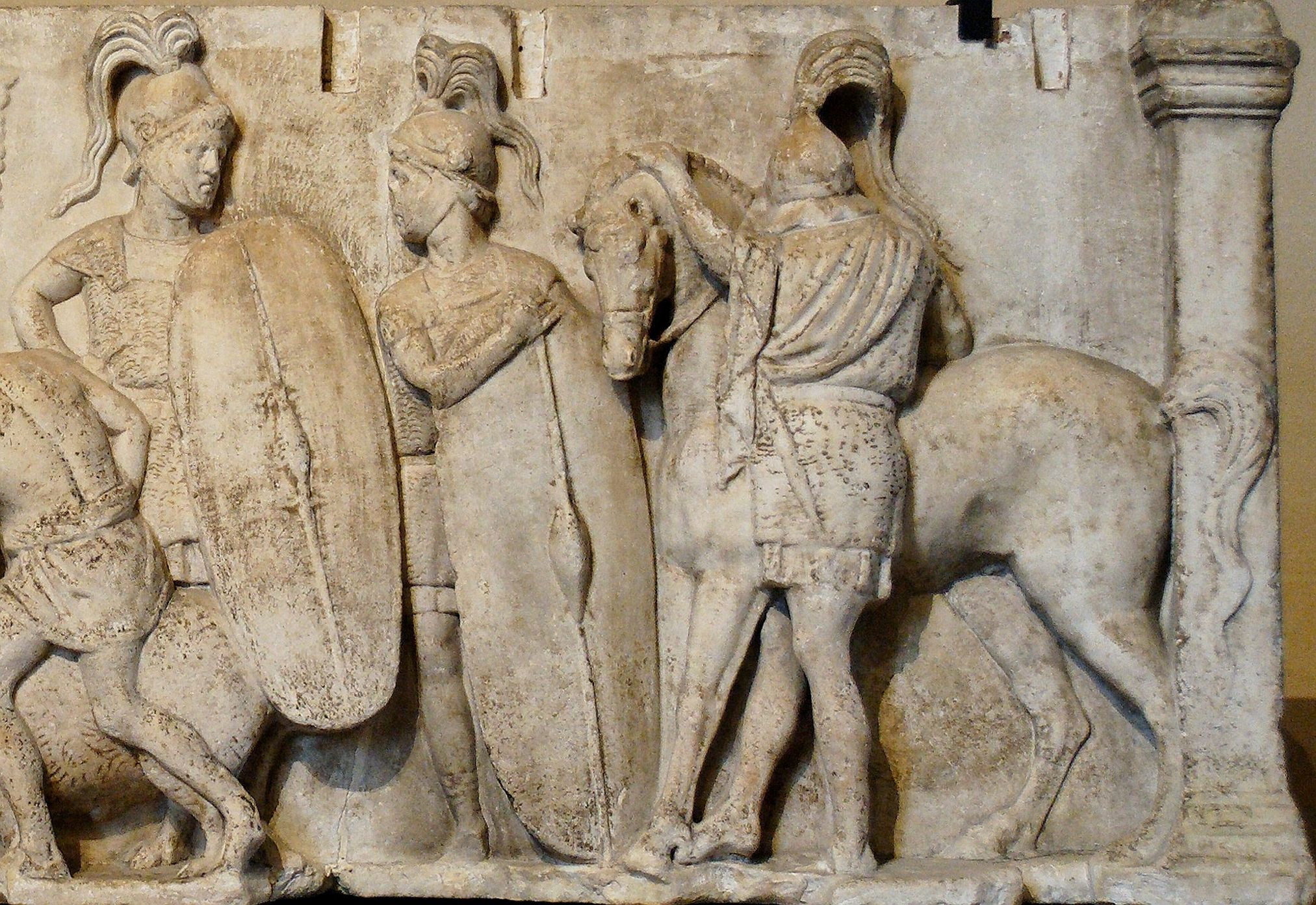
多米提乌斯·阿黑诺巴尔布斯祭坛，约公元前122年，描绘了两位装备着伊比利亚长盾的罗马步兵以及一位牵着马的骑兵，三人皆身着链甲

共和国早期的军队不断向前进化。尽管罗马人总倾向于把这些军队中的变化归功于一系列伟大的军事改革者，这些军队制式的发展很可能仍是缓慢演变的产物，而非来自于某次蓄意改革。如这一时期所诞生的步兵中队（拉丁语：maniple）这一军事组织形式，很可能来自于其宿敌，曾在第二次萨莫奈战争中击败罗马的山地民族萨莫奈人。。
在这一时期，5000名罗马步兵被编为一组阵型，被称作军团（拉丁语：legio）。然而与后期罗马军团主要由重装步兵组成的情形有所不同，共和国早期及中期的军团为轻重步兵混合编制。此时的罗马军团为“中队制军团”（拉丁语：manipular legion），是指以步兵中队为基本单位的军团，因此与后来帝国时期的军团形成了鲜明对比，后者是以步兵大队（拉丁语：cohort）为组织基础的“大队制军团”（拉丁语：cohortal legion）。中队制军团的士兵选拔标准，会根据社会阶层，以及服役时间和经验进行权衡，因此这也象征着共和国早期“社会阶层决定军事地位”这一传统与共和国晚期“社会阶层与军事阶层脱钩”这一变革之间的一种妥协与过渡。事实上，即便是奴隶，也曾一度在必要时被迫加入共和国的军队。通常，每年执政官都只会招募一个军团，但在公元前366年，在同一年内先后召集起两个军团，这在历史上尚属首次。由史料中御车者（拉丁语：flexuntes）一词可以推测，这一时期的军队可能还会采用战车作战。
步兵中队由120名相同类型的士兵组成，其编制足够小，在战场上得以进行灵活的战术行动，而不影响军队的整体作战。根据兵种的不同（青年兵、壮年兵与成年后备兵）按通常照三线阵（拉丁语：triplex acies）进行部署。第一排通常由青年兵组成，他们通常身着铜制胸甲（也有少数人有钱购买链甲）、头盔，偶尔还配有护胫，此外还手持中心镶铁的木制盾牌（盾牌高120（47英寸），呈长方形，正面向外弯曲以保护侧面）。通常他们还配有一支短剑与两枚标枪，其中一支为传统意义上的铁标枪，另一支则更细长、更轻。至于短剑何时被引入罗马军团，并取代重步兵长矛成为军团的首选近战武器，学界尚无统一观点。很可能在早期的步兵中队中，青年兵与壮年兵仍然使用长矛（拉丁语：hasta）作战。

## 帝国时期的军团（前27～公元117）

### 军团分队的出现（76～117）
在公元1世纪的最后几年，尽管辅助部队的实际人数已接近军团人数的1.5倍，军团却依旧是罗马军队的核心。公元70年后，军团中的意大利公民占比开始逐渐下降。到了1世纪末，这一比例又降至22%，大部分兵源来自被征服的行省。原则上只有罗马公民才能加入军团，那些不具备公民身份的新兵，只有少数情况下，可以“随着入伍而获得”公民权。在图拉真时期，帝国疆域达到极盛，边界一直相对稳定。因此，罗马军队的职责更多地是捍卫现有边境，并开始屯驻在大型据点之中，而非对外扩张（扩张是早期军团的特征）。虽然偶有调动整支军团奔赴前线的事情发生，但在大部分时候，军团还是屯驻在行省内的一个或多个军团基地中，并根据需要抽调小规模分队（拉丁语：vexillationes）。一般而言，被抽调的分队由最优秀的士兵组成，留守边境的士兵能力较弱，他们可能是一些伤残人士或即将退伍的老兵。这项策略的实施，将大军团拆分为机动部队和驻防部队，是晚期军制的雏形。

## 帝国晚期的军团（117～476）

### 罗马军队的蛮族化（117～253）
在哈德良统治期间，行省公民构成了军团士兵的主体，意大利公民人数只占10%。这个数值很低，或许是由于军队职能变化所致：为了巩固图拉真的扩张成果，哈德良建立了一套防线系统（拉丁语：Limes），并将其推广至帝国边疆。这项政策要求军队长期驻守边疆行省。如此一来，行省公民的参军意愿比意大利公民更高了，而驻守意大利本土的禁卫军团，因其享有更高的威望和薪资待遇，也备受青睐。公元3世纪初，大部分的军团士兵都来自罗马化的行省（而非意大利），尤其是伊利里亚地区。随着3世纪的发展，越来越多的蛮族（拉丁语：barbari）以协助罗马边防为条件，获准进入帝国定居。此后，大批蛮族和半蛮族也获准参军。
为了进一步将大批非公民纳入罗马军队，哈德良还创建了独立于军团和辅助部队之外的新型编制（拉丁语称为“Numeri”，意为“数目”）。这是一种由约300非正规士兵组成的单位，其兵源来自被征服的行省及附属国，甚至来自帝国的边境之外。与辅助部队的同袍相比，他们的正规化和罗马化程度都更低，保留了本族的服饰和战吼，具有“鲜明的民族特色”。这种新型编制的推行，既满足了对低成本部队的需求，又平衡了轻步兵和轻骑兵的战斗力。非正规部队中不乏威名显赫的精锐，然而，其训练程度和武装程度都不及军团和辅助部队。在这个时期，军团士兵人数约占罗马军队的一半。
军团士兵的地方化是否导致军队素质的下降，至今尚存争议。安东尼奥·圣苏奥索认为，马略时代的严明军纪和报国热情已不复存在。但安德烈·阿方迪指出，伊利里亚出身的军团士兵仍是骁勇善战的，此外根据塔西佗记载，日耳曼人也是与生俱来的雇佣兵（拉丁语：vivi ad arma nati）。与早些年的钢铁军纪相比，后期军团的军纪似乎有所松弛，在役士兵可以携家眷居住在军营之外，可以享受更舒适奢华的生活。但这并不代表军团的作战效率会因此受到影响，毕竟蛮族士兵在体能方面更具优势。不过在3世纪之初，军队风气开始受人数日增的地方士兵所影响，这导致了罗马军团的部分蛮族化。底层蛮族化与上层蛮族化是同时进行的，传统上由罗马元老担任的军团指挥官被排除在军队之外。在公元235年，军队拥立的皇帝便是地方行省出身，其父母皆非意大利公民。

### 持续性危机（238～359）
自公元3世纪以来，日耳曼诸部和波斯军队都曾突破罗马帝国的边境，这些来自东西双方的敌人“灵活机动、来势凶猛，足以穿透（罗马）防线上的任意一处据点”。有鉴于此，罗马军队历经了一系列变革，比起共和国与早期帝国有意识的军事改革，此时的改革更具有组织性和连续性，也更重视各类远程兵器的运用，如野外投射装置、手持扭力弩（拉丁语：Manuballista）、弓箭和飞镖等。罗马军队越来越注重机动性，骑兵和步兵的比例为1:3，与帝国早期的1:40相差甚远。在此基础之上，加里恩努斯皇帝进一步革新，他从各支军团抽调骑兵，另组建了一支野战骑乘部队，将其作为后援兵力安置在意大利北部城市米兰。这支部队由多种骑兵（拉丁语：Equites）组成，包括：军团骑兵（拉丁语：Equites promoti）、佩盾骑兵（拉丁语：Equites scutarii）、骑射手（拉丁语：Equites sagittarii）、摩尔骑兵（拉丁语：Equites Mauri）、达尔马提亚骑兵（拉丁语：Equites Dalmatae）、铁甲骑兵（拉丁语：Equites catafractarii）和具装骑兵（拉丁语：Equites clibanarii）。大约在公元275年，铁甲骑兵的占比又增加了。骑兵占比的增加，是否伴随加里恩努斯改革而来，这点尚存争议。阿方迪似乎认为加里恩努斯改革与骑兵数量的增加是同时进行的，他论证道，到了公元258年，加里恩努斯将骑兵作为罗马军团的主力，取代了重步兵（早期军团的主力）。而根据沃伦·特里高德的观点，在公元3世纪初至4世纪初，军团中的骑兵占比并未发生变化。
大约在这个时期，更大规模的蛮族部落（拉丁语：Barbari）开始在罗马境内定居，他们不再以300名非正规士兵为单位（拉丁语：Numeri）加入罗马军团，而是直接以盟友的身份提供支援，后来被罗马人称为蛮盟部队（拉丁语：Foederati，意为“缔结盟约者”）。虽然蛮盟部队归罗马军官指挥，但他们比早先的非正规部队（拉丁语：Numeri）更加野蛮，其军事组织和内部认同均未受罗马影响，士兵退伍后也不被授予罗马公民权。不同于后来的蛮盟部队，这些本土部队最初并非蛮族首领麾下的战团，而是分成小型作战单位支援罗马分队。因此被认为是处于过渡阶段的兵种，介于罗马化的非正规部队（拉丁语：Numeri）和近乎独立的蛮盟部队（拉丁语：Foederati）之间。